# پتر تراپ
پتر تراپ (چکی: Petr Trapp؛ زادهٔ ۶ دسامبر ۱۹۸۵) بازیکن فوتبال اهل جمهوری چک است.
از باشگاه‌هایی که در آن بازی کرده‌است می‌توان به باشگاه فوتبال بلشانی، باشگاه فوتبال اسلاویا پراگ، باشگاه فوتبال ویکتوریا پلزن، و باشگاه فوتبال ویرا اشاره کرد.
وی همچنین در تیم‌های ملی فوتبال زیر ۲۱ سال جمهوری چک و جمهوری چک بازی کرده‌است.